# Freddy Krueger
Freddy Krueger có biệt danh Sát thủ Springwood, Ác mộng bóng đêm và Mr. Krueger, tên thật là Frederick Charles Krueger là một nhân vật hư cấu, nhân vật phản diện chính trong loạt phim kinh dị A Nightmare on Elm Street. Hắn xuất hiện lần đầu tiên trong phim A Nightmare on Elm Street bản gốc do Wes Craven đạo diễn năm 1984. Trong loạt phim hắn là kẻ giết người hàng loạt bằng cách đi vào giấc mơ của nạn nhân và giết họ, ai bị giết trong giấc mơ cũng sẽ bị chết thật ngoài đời. Chính điều đó đã làm hắn trở thành nhân vật luôn gây ám ảnh cho trẻ em lẫn người lớn trên toàn thế giới.

## Tiểu sử
Freddy Krueger là con của Amanda Krueger và một bệnh nhân bị mắc bệnh tâm thần. Vào ngày 18 tháng 9 năm 1942, Freddy ra đời và được nhân nuôi bởi ông Underwood, một kẻ nát rượu. Freddy khi đi học từng giết con chuột lang của lớp. Năm trung học, Freddy đã giết Underwood khi dùng một lưỡi dao cạo rạch cổ ông. Ông đã từng làm người làm vườn cho một trường mẫu giáo tại thị trấn Springwood, tiểu bang Ohio, nước Mỹ. Ông rất thích trẻ em, ông thường chơi đùa với những đứa trẻ vào giờ ra chơi, tất cả trẻ em trong trường đều yêu mến ông. Nhưng có một bé gái ông Frederick yêu thương nhất tên là Nancy Thompson, mỗi lần có chuyện vui buồn gì thì ông đều trò chuyện hoặc tâm sự với Nancy.
Một hôm nọ, ông tự thiết kế cho mình một găng tay có gắn những ngón tay sắc bén như dao, ông nghĩ thứ vũ khí này sẽ giúp ông tự vệ chống kẻ gian, ông thử nghiệm nó bằng cách bắt cóc những đứa trẻ trong trường mẫu giáo về nhà, làm chúng bị thương nhiều cách với chiếc găng tay đó và hậu quả là có 20 đứa trẻ đã chết. Tất cả phụ huynh biết được chuyện này liền kéo nhau đi tìm Frederick, ông bị họ đuổi theo suốt mấy con phố. Đang chạy thì thấy một căn nhà hoang, ông Frederick chạy vào đó khóa cửa lại, những người phụ huynh đã nhiều lần bảo ông hãy ra nhận tội nhưng ông vẫn trốn mãi trong căn nhà hoang đó. Thế là họ hết kiên nhẫn, họ lấy hàng đống bom xăng ném vào căn nhà, cứ nghĩ rằng ông sẽ sợ chết mà chạy ra. Vì khóa cửa quá kỹ nên ông Frederick không chạy ra kịp, ông chết cháy ngay trong căn nhà hoang đó, tất cả phụ huynh lên xe về nhà sau khi căn nhà hoang ấy hóa thành một đống tro tàn.
Gần 20 năm sau, thị trấn Springwood bỗng dưng xuất hiện một chuyện kinh hoàng, người dân trong thị trấn đồn nhau rằng họ thấy trong giấc mơ có một người đàn ông mặt mày bị biến dạng, đội một chiếc nón phớt màu nâu, mặc chiếc áo thun sọc đen đỏ và tay đeo chiếc găng tay với những ngón tay bén ngót. Họ khẳng định rằng ông Frederick đã biến thành quỷ, hồn của ông không siêu thoát nên quay trở lại thị trấn Springwood để trả thù, điều đặc biệt là ông Frederick đã có một cái tên mới cho mình, Freddy Krueger. Thay vì giết những người phụ huynh trung niên lớn tuổi đã giết hắn khi xưa thì hắn lại đi giết những người thanh thiếu niên trẻ tuổi, con cái của những người phụ huynh. Người nào gặp hắn trong giấc mơ là coi như đã đi vào địa ngục cũng như thế giới của riêng hắn, họ sẽ chết trong mơ và sẽ chết như ngoài đời.
Khi vào cơn ác mộng của Freddy thì số phận của nạn nhân sẽ được Freddy quyết định, hắn muốn họ sống là họ sống và nếu hắn muốn họ chết thì họ sẽ chết ngay. Vũ khí thứ nhất Freddy dùng để giết người chính là chiếc găng tay, còn vũ khí thứ hai là phép thuật ví dụ như Freddy dùng ngón tay chỉ vào nạn nhân rồi chỉ vào tường, nạn nhân đó bị đập vào tường ngay lập tức, Jason Voorhees đã từng bị Freddy dùng phép thuật hành hạ một cách tàn nhẫn trong lúc Jason đang ngủ. Nhưng may mắn là hắn chỉ sử dụng được phép thuật trong thế giới giấc mơ chứ không thể dùng ở thế giới thật. Trong khoảng thời gian từ 1984-1991, Freddy Krueger đã hết trẻ em ở Springwood và Elm Street. Hắn bị đánh bại vào năm 1991 khi con gái hắn, Maggie Burrough đâm vào bụng bằng chính găng tay của mình, tiếp theo bị Maggie đâm bằng một cái bom ống và làm hắn nổ tung.
Freddy Krueger được xếp hạng là kẻ phản diện đứng thứ 40 trong Danh sách 100 anh hùng và kẻ phản diện của Viện phim Mỹ. Chỉ có hắn và nhân vật Jason Voorhees trong loạt phim Friday the 13th mới xứng đáng là đối thủ của nhau, và hãng phim New Line Cinema biết được điều đó nên đã quyết định cho 2 nhân vật này đối đầu với nhau trong bộ phim kinh dị năm 2003, Freddy vs. Jason. Trong phim này kẻ đáng chú ý nhất là Jason Voorhees chứ không phải Freddy Krueger bởi vì trong suốt bộ phim Freddy chỉ giết được duy nhất 1 người do không đủ sức mạnh, còn Jason giết được 17 người nếu tính luôn Freddy sẽ thành 18. Bộ phim Freddy vs. Jason này cũng là bộ phim cuối cùng của nam diễn viên Robert Englund trong vai Freddy Krueger. Bắt đầu từ bộ phim làm lại năm 2010 A Nightmare on Elm Street vai Freddy sẽ do Jackie Earl Harley thủ diễn.

## Câu nói
Câu nói thường của Freddy là "Hãy đến với Freddy" (Come to Freddy) hoặc là "Chào mừng đến thế giới của tao, đồ khốn" (Welcome to my world, bitch) và bài hát mỗi khi Freddy xuất hiện là:
One, two, Freddy's coming for you.
Three, four, better lock your door.
Five, six, grab your crucifix.
Seven, eight, gonna stay up late.
Nine, ten, never sleep again.(or he'll back again)(ở phần 5)
Dịch sang tiếng Việt:
1, 2, Freddy đang đến với bạn.
3, 4, hãy khóa cửa lại.
5, 6, hãy lấy thập tự giá.
7, 8, hãy thức khuya.
9, 10, không bao giờ ngủ được nữa.(hoặc là ông ấy sẽ trở lại lần nữa)

## Trên phim
| Phim                                                 | Đạo diễn        | Biên kịch                                               | Sản xuất                               |
| ---------------------------------------------------- | --------------- | ------------------------------------------------------- | -------------------------------------- |
| A Nightmare on Elm Street (1984)                     | Wes Craven      | Wes Craven                                              | Robert Shaye                           |
| A Nightmare on Elm Street 2: Freddy's Revenge (1985) | Jack Sholder    | David Chaskin                                           | Robert Shaye                           |
| A Nightmare on Elm Street 3: Dream Warriors (1987)   | Chuck Russell   | Wes Craven, Frank Darabont, Chuck Russell, Bruce Wagner | Robert Shaye                           |
| A Nightmare on Elm Street 4: The Dream Master (1988) | Renny Harlin    | Brian Helgeland, Jim Wheat, Ken Wheat                   | Robert Shaye & Rachel Talalay          |
| A Nightmare on Elm Street 5: The Dream Child (1989)  | Stephen Hopkins | Leslie Bohem                                            | Robert Shaye & Rupert Harvey           |
| Freddy's Dead: The Final Nightmare (1991)            | Rachel Talalay  | Michael De Luca                                         | Robert Shaye & Aron Warner             |
| Wes Craven's New Nightmare (1994)                    | Wes Craven      | Wes Craven                                              | Marianne Maddalena                     |
| Freddy vs. Jason (2003)                              | Ronny Yu        | Damian Shannon & Mark Swift                             | Sean S. Cunningham                     |
| A Nightmare on Elm Street (2010)                     | Samuel Bayer    | Wesley Strick & Eric Heisserer                          | Michael Bay, Andrew Form & Brad Fuller |

## Cái chết
| STT | Tựa phim                                      | Nguyên nhân chết                                                                                              | Ghi chú |
| --- | --------------------------------------------- | --- | --- |
| 1   | A Nightmare on Elm Street                     | Chết cháy | Sống lại và quấy rối giấc mơ của Nancy |
| 2   | A Nightmare on Elm Street 2: Freddy's Revenge | Chết cháy | |
| 3   | A Nightmare on Elm Street 3: Dream Warriors   | Linh hồn bị tan biến khi nhìn thấy thập tự giá                                                                | |
| 4   | A Nightmare on Elm Street 4: The Dream Master | Linh hồn của những người nạn nhân hắn đã từng giết phanh thây hắn thành muôn mảnh                             | |
| 5   | A Nightmare on Elm Street 5: The Dream Child  | | Freddy bị biến thành đứa trẻ chứ không chết. |
| 6   | Freddy's Dead: The Final Nightmare            | Bị đâm vào bụng bằng chính găng tay của mình và nổ tung bởi thuốc nổ                                          | |
| 7   | Wes Craven's New Nightmare                    | Chết cháy | |
| 8   | Freddy vs. Jason                              | Bị đâm xuyên ngực bằng chính găng tay của mình và bị một nạn nhân nữ chặt đầu bằng dao rựa của Jason Voorhees | Lần này thì Freddy đi tìm Jason Voorhees ở hồ Crystal Lake,Manhattan để cho Jason giết những người trong Elm St. và mọi người nghĩ là Freddy làm |
| 9   | A Nightmare on Elm Street                     | Bị Nancy chém vào cổ bằng dao rựa                                                                             | Sống lại và giết mẹ Nancy vào cảnh cuối phim. |